# Station Michelbeke
Het Station Michelbeke was een spoorwegstation - met stationschefwoning - langs de spoorlijn 82 in Michelbeke, een deelgemeente van de Belgische gemeente Brakel.
De spoorlijn werd aangelegd in de periode 1876-1885 en was 34 km lang. Ze werd volledig buiten gebruik gesteld in 1963-1964 en werd gedeeltelijk heringericht als de fiets- en wandelroute Mijnwerkerspad.
Het stationsgebouw - gelegen aan het Riedeplein - dateert van 1913 en wordt sinds 1984 gebruikt als woning.